# منتخب ألمانيا لهوكي الجليد للناشئين
منتخب ألمانيا لهوكي الجليد للناشئين (بالألمانية: Deutsche U20-Eishockeynationalmannschaft)‏ هو ممثل ألمانيا الرسمي في المنافسات الدولية في هوكي الجليد للناشئين
.